# Gladsaxe (gemeente)
Gladsaxe is een gemeente in de Deense regio Hoofdstad (Hovedstaden) vlak bij Kopenhagen op het eiland Seeland en telt 68.775 inwoners (2017). De oppervlakte van de gemeente bedraagt 25 km²,
Gladsaxe wordt bij de herindeling van 1 januari 2007 niet samengevoegd maar blijft een zelfstandige gemeente. De gemeenteraad heeft zitting in de plaats Buddinge. Andere plaatsen in de gemeente zijn Gladsaxe, Søborg, Bagsværd en Mørkhøj, hoewel de grenzen tussen de plaatsen moeilijk zijn te bepalen omdat de plaatsen aan elkaar zijn gegroeid. Mørkhøj, Værebro in Bagsværd and Høje-Gladsaxe zijn woongebieden waar veel immigranten wonen en zijn typische betonnen hoogbouw voorsteden van Kopenhagen.
De burgemeester is Trine Græse, lid van de Deense Sociaaldemocratische partij.

## Zustersteden
- Blankenese
- Charlottenburg-Wilmersdorf
- Gagny
- Haabersti
- Klagenfurt
- Koszalin
- Minden
- Narsaq
- Neubrandenburg
- Pirkkala
- Renfrewshire
- Ski
- Solna
- Split
- Sutton
- Taito
- Veszprém

## Geboren
- Anna Rosbach Andersen (1947), politicus
- Per Frimann (1962), voetballer
- Thomas Bo Larsen (1963), acteur
- Peter Schmeichel (1963), voetballer
- Rolf Sørensen (1965), wielrenner
- Lene Rantala (1968), handbalster
- Dennis Rommedahl (1978), voetballer
- Andreas Bube (1987), atleet
- Lukas Lerager (1993), voetballer